# Aliança Mundial de Igrejas Reformadas
A Aliança Mundial de Igrejas Reformadas (AMIR) foi uma comunhão de mais de duzentas denominações cristãs cujas raízes encontram-se na Reforma Protestante do século XVI, especificamente na Reforma associada a João Calvino.
Sua sede ficava em Genebra, Suíça.
Em 2010 a AMIR se uniu ao Conselho Ecumênico Reformado para formar a atual Comunhão Mundial das Igrejas Reformadas.

## História
A Aliança Mundial das Igrejas Reformadas foi criada em 1970 pela fusão de dois corpos, a Aliança das Igrejas Reformadas que mantém o Sistema Presbiteriano e o Conselho Congregacional Internacional. Teve 218 igrejas em 107 países ao redor do mundo, com cerca de 75 milhões de membros. Igrejas representadas incluiam Congregacional, Presbiteriana, reformadas e igrejas Unidos, que tinham raízes históricas na Reforma Protestante do século 16. A Secretaria AMIR está localizado em Genebra, Suíça. Trabalha em estreita colaboração com o Conselho Mundial de Igrejas.
Em 2000, a AMIR foi crítica da Dominus Iesus, da Congregação para a Doutrina da Fé do documento sobre o relativismo, e considerou chamada fora de um diálogo formal em Roma naquele ano.
Em 1 de fevereiro de 2006, Clifton Kirkpatrick, presidente da AMIR e Douwe Visser, presidente do Conselho Ecumênico Reformado (CER), disseram em uma carta conjunta, "Congratulamo-nos na obra do Espírito Santo, que acreditamos que nos levou a Recomendamos que chegou a hora de reunir o trabalho da Aliança Mundial das Igrejas Reformadas e do Conselho Ecumênico Reformado em um corpo que vai reforçar a unidade e testemunho dos cristãos reformados. O novo organismo foi formado em 2010, a Comunhão Mundial das Igrejas Reformadas.